# Chika
Chika（ちか、1988年6月30日 - ）は、日本の女性ダンサー。千葉県出身。

## 人物・来歴
- 2006年、AYAKA（現「爆走★ロジック」）とダンスユニット「蓮～ren～」結成。
- 2007年4月、東京ステップスアーツジュニア科および第1期夜間ステージダンス科卒業。
- 2007年、Noriとダンスユニット「Tiara」を結成。
- 2008年3月22日、PLIME加入。
- 2009年6月30日、PLIME脱退。
- 2009年11月16日より笑座こんぱるにて、ダンサー「凛花」としてダンス活動を再開。

## 出演
PLIMEとしての活動は、PLIMEの項参照のこと。

### ライブ
「蓮～ren～」として
- 2006年7月30日 「LOOP」渋谷キャメロットコート
- 2006年8月6日 「sunnysmile」青山LUXG
- 2006年8月13日 「BANGIN」西麻布COLORS STUDIO
- 2006年8月2日 「WIND STORM」西麻布COLORS STUDIO

「Tiara」として
- 2007年12月23日「BEST OF HARMONY」渋谷AMATE RAXI